# Bohuslav Sixta
Bohuslav Sixta (8. prosince 1853 Karlín – 29. září 1921 Soběslav) byl český učitel, houslista a výrobce hudebních nástrojů.

## Život
Bohuslav Sixta se narodil 8. prosince 1853 v Praze, v městské části Karlín. Původním povoláním byl učitel a vyučoval na škole v Kutné Hoře. Později se přestěhoval do Soběslavi, kde na učitelství navázal. Postupem času se zde stal řídícím učitelem.
Výrobu houslí provozoval v soběslavském domě s číslem popisné 118. I přes to, že neměl žádné vzdělání týkající se výroby houslí, se jeho výrobky dočkaly uznání. Své housle označoval svým jménem a později jménem „Thomas Salteri, Modena 1821“.
Bohuslav Sixta zemřel 29. září 1921 v Soběslavi ve věku 67 let.